# Чернуха Петро Михайлович
Петро Михайлович Чернуха (нар. 20 жовтня 1934, село Литвинівка, тепер Валківського району Харківської області) — український радянський діяч, головний агроном колгоспу імені Кірова Красноградського району Харківської області. Депутат Верховної Ради УРСР 9-го скликання.

## Біографія
Освіта середня спеціальна.
З 1954 р. — служба в Радянській армії.
У 1958 — 1962 р. — агроном колгоспів імені Шевченка, імені Кірова Харківської області.
У 1962 — 1973 р. — головний агроном колгоспу «Українка» Харківської області.
Член КПРС з 1964 року.
З 1973 р. — головний агроном колгоспу імені Кірова села Хрестище Красноградського району Харківської області.
Потім — на пенсії у селі Хрестище Красноградського району Харківської області.

## Нагороди
- два ордени Леніна
- ордени
- медалі